# Șpakî, Brodî
Șpakî (în ucraineană Шпаки) este un sat în comuna Popivți din raionul Brodî, regiunea Liov, Ucraina.

## Demografie
Componența lingvistică a localității Șpakî
     Ucraineană (100%)
Conform recensământului din 2001, toată populația localității Șpakî era vorbitoare de ucraineană (100%).